# Turenne

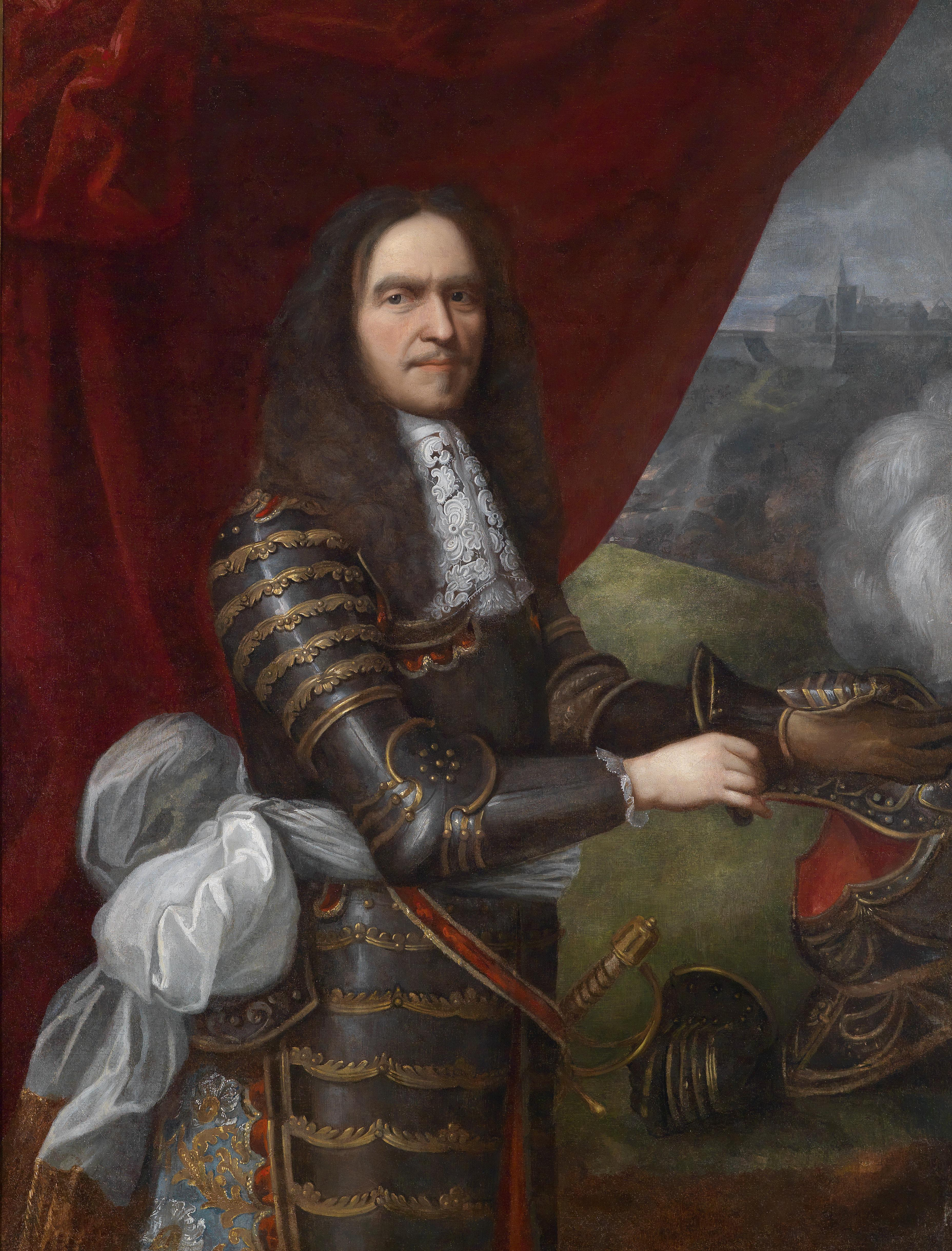
Hầu tước Henri de La Tour d'Auvergne. Họa phẩm của Pierre Mignard.

Henri de La Tour d'Auvergne, Tử tước Turenne (11 tháng 9 năm 1611  –  27 tháng 7 năm 1675), thường được gọi đơn giản là Turenne, là một trong 6 Đại thống chế Pháp (maréchal général de France) và là thành viên lừng lẫy nhất của gia đình La Tour d'Auvergne. Sự nghiệp quân sự kéo dài 5 thập kỷ của ông đã mang lại cho ông danh tiếng là một trong những vị tướng vĩ đại nhất châu Âu.
Sinh ra trong một gia đình Huguenot (tôn giáo Kháng cách ở Pháp), là con trai của Thống chế Pháp Henri de La Tour d'Auvergne, Công tước Bouillon, ông được học nghệ thuật chiến tranh từ nhỏ. Đầu tiên ông phục vụ như một tình nguyện viên trong Quân đội Hà Lan dưới quyền của hai người cậu ruột là Maurits và Frederik Hendrik (cả hai đều lần lược giữ tước vị Thân vương xứ Oranje), nhưng sự cố gắng thường xuyên của ông tại triều dình Pháp cuối cùng đã mang lại cho ông sự bảo trợ của Hồng y Richelieu. Do đó, ông đã chọn tiếp tục sự nghiệp quân sự của mình để phục vụ nước Pháp, nơi nguồn gốc cao quý và phẩm chất đã được chứng minh của ông sớm chứng kiến ông vươn lên đứng đầu trong hệ thống phân cấp quân đội. Ông đã trở nên nổi tiếng trong Chiến tranh Ba Mươi Năm bằng cách chiếm được pháo đài Breisach năm 1638. Được thăng cấp Thống chế Pháp năm 1643, ông xâm chiếm xứ Bavaria vào năm sau, đánh bại quân đội Bavaria trong ba năm chiến tranh và buộc Maximilian I, Tuyển hầu xứ Bayern phải cầu hòa. Tuyển hầu Bayern đã sớm phá vỡ hiệp ước và năm 1648, Turenne xâm chiếm một lần nữa với sự hỗ trợ của Thụy Điển, khuất phục quân đội Đế quốc La Mã Thần thánh tại Zusmarshausen và bình định Bavaria.
Turenne ban đầu ủng hộ Fronde nhưng trở lại phục vụ Hoàng gia vào năm 1651, nổi lên là tướng quân hàng đầu của Pháp bằng cách đánh bại đội quân nổi loạn của Thân vương xứ Condé Louis II ở ngoại ô Paris và tái chiếm thành phố. Chiến thắng của ông chống lại quân đội Tây Ban Nha tại Arras (1654) và tại Dunkirk (1658) đã dẫn đến sự áp đảo của phần lớn Hà Lan Tây Ban Nha và đưa cuộc chiến chống Tây Ban Nha đến một chiến thắng quyết định. Hai năm sau, 1660, Louis XIV bổ nhiệm ông làm Đại thống chế Pháp. Là một người ủng hộ chế độ quân chủ tuyệt đối, ông đã chuyển đổi sang Công giáo vào năm 1668.
Trong cuộc Chiến tranh Chuyển giao (tiếng Pháp: Guerre de Dévolution) năm 1667, Turenne đã chiếm được  xứ Hà Lan thuộcTây Ban Nha trên thực tế mà không gặp phải sự kháng cự nào. Năm 1672 người Pháp xâm chiếm Cộng hòa Hà Lan và Đại Thống chế đã chinh phục đất nước này đến Amsterdam. Bị ngăn bởi trận lụt của Hà Lan, ông đã chuyển sang tấn công Đế quốc La Mã Thần thánh vào năm sau, tiến đến Elbe và buộc xứ Brandenburg phải từ bỏ liên minh chống Pháp. Đối mặt với nguy cơ mất xứ Alsace trước các lực lượng liên minh Đế chế, ông đã đạt đỉnh cao cho sự nghiệp của mình bằng một loạt chiến thắng trên chiến trường, đáng chú ý nhất là tại Turckheim (1675) và một chiến lược bậc thầy về xoay mặt trận quanh Vosges vào giữa mùa đông đã đẩy quân đội của Đế quốc La Mã Thần thánh khỏi Alsace. Ông đã bị tử thương bởi một khẩu súng thần công của quân Đế quốc La Mã Thần thánh trong trận chiến Salzbach năm 1675.

## Bối cảnh và thuở bắt đầu sự nghiệp
Con trai thứ hai của Henri de La Tour d'Auvergne, Công tước Bouillon, Thân vương xứ Sedan, và người vợ thứ hai Elisabeth Flandrika xứ Nassau, con gái của Willem Trầm lặng, Thân vương xứ Oranje, ông được sinh ra tại Sedan. Ông nhận được một nền giáo dục Huguenot và sự dạy dỗ giống như của mọi quý tộc trẻ thời đó, nhưng sự yếu đuối về thể chất, và đặc biệt là sự cản trở của lời nói  cản trở sự tiến bộ của ông, mặc dù ông đã thể hiện sự quan tâm đặc biệt đối với lịch sử và địa lý, và rất ấn tượng với sự nghiệp của Alexandros Đại đế và Caesar. Lúc đầu, ông là một học sinh lười biếng. Sau khi cha ông tuyên bố rằng sự lười biếng trí tuệ của ông sẽ là rào cản lớn đối với việc gia nhập quân đội, ông bắt đầu tự học. Sau cái chết của cha mình năm 1623, ông dành hết tâm trí cho các bài tập cơ thể và nỗ  lực tuyệt vời để khắc phục điểm yếu tự nhiên của mình. Năm mười bốn tuổi, vì ông và mẹ ông là người Calvin sùng đạo và bị nghi ngờ bởi Hồng y Richelieu,  ông đi học chiến tranh trong trại của chú mình, Maurice de Nassau  Ông bắt đầu sự nghiệp quân sự của mình như một người lính tư nhân  trong đội cận vệ của Maurice trong Chiến tranh Tám mươi năm. 
Frederick Henry de Nassau, người kế vị anh trai Maurice là Stadtholder và Prince of Orange năm 1625, đã trao cho Turenne chức đại đội trưởng vào năm 1626. Ông đã đích thân huấn luyện quân, như thông lệ thời đó, và giành được sự tôn trọng của họ với lòng từ thiện và lối sống giản dị của mình. Đại đội của ông được cho là huấn luyện tốt nhất và kỷ luật nhất trong quân đội, ông yêu cầu những người lính của mình không chỉ kỷ luật mà còn có tiêu chuẩn đạo đức cao. Lòng tốt của ông khiến ông được yêu thích trong toàn quân. Viên sĩ quan trẻ tham gia vào cuộc chiến bao vây thời kỳ này, học hỏi nhiều về công sự và chiến tranh bao vây. Ông đã giành được sự khen ngợi đặc biệt cho kỹ năng của mình tại cuộc bao vây Bois-le-Duc năm 1629 nhưng bị khiển trách vì sự liều lĩnh. Ông cũng học được nhiều chi tiết về việc lãnh đạo một đội quân như đăng lính gác và trinh sát. Năm 1630, Turenne rời Hà Lan và phục vụ trong quân Pháp, được thúc đẩy bởi cả triển vọng tiến bộ quân sự  nhưng cũng vì mong muốn của mẹ ông để thể hiện lòng trung thành với vương miện của Pháp.
Đức Hồng y Richelieu ngay lập tức phong ông thành đại tá của một trung đoàn bộ binh. Ông vẫn tiếp tục phục vụ trong khoảng thời gian ngắn với hoàng tử Orange, người lúc đó có liên minh với Pháp. Ông tham gia chiến đấu thành công gần Antwerp và chiến đấu chống lại Van Den Berg. Ông tham gia vào một chiến dịch không thành công dưới thời Schomberg năm 1630  nhưng sự phục vụ nghiêm túc đầu tiên dưới lá cờ Pháp xảy ra tại cuộc bao vây La Mothe ở Lorraine bởi Thống chế de la Force (1634), nơi lòng dũng cảm tuyệt vời của ông trong cuộc tấn công đã ngay lập tức lên cấp bậc của maréchal de camp  (tương đương với cấp bậc thiếu tướng hiện đại). Năm 1635, Turenne phục vụ dưới thời Louis de Nogaret de La Valette ở Lorraine và trên sông Rhine. Người Pháp và các đồng minh của họ đã bao vây quân Đế quốc La Mã Thần Thánh ở Mainz (8 tháng 8 năm 1635), nhưng quân đội Pháp phải quay trở lại Metz vì cần quân nhu. Trong cuộc rút quân, ông đã đo kiếm với tướng Gallas nổi tiếng  của Đế quốc La Mã Thần Thánh và trở nên danh tiếng. Ông đã xoay xở để đánh bại những kẻ truy đuổi trong trận chiến nhưng quân Đế quốc La Mã Thần Thánh quá nhiều để có thể quay lại.
Turenne bây giờ đã nổi tiếng là một trong những vị tướng hàng đầu của các tướng trẻ của Pháp, và Richelieu tiếp theo đã thuê anh ta trong chiến dịch của Ý năm 1639-1640 dưới quyền, Henri de Lorraine, bá tước Harcourt. Vào ngày 19 tháng 11 năm 1639, Turenne đã chiến đấu trong hành động bảo vệ nổi tiếng được gọi là trận chiến của " Tuyến de Quiers ", Trong trận Casal 10.000 người Pháp đánh bại 20.000 người Tây Ban Nha. Harcourt gần như bị bao vây nhưng Turenne đã sử dụng sự lừa dối để hù dọa kẻ thù và chiến thắng. Năm 1640, Harcourt đã cứu Casale Monferrato và bao vây lực lượng của Hoàng tử Thomas tại Torino, khi đó bao vây một lực lượng Pháp khác trong thành cổ. Mùa đông năm đó, ông đã chiến thắng lại thành cổ của thành phố Turin,  QuânPháp ở trong thành đánh ra buộc Hoàng tử Thomas phải đầu hàng vào ngày 17 tháng 9 năm 1640. Turenne, đến nay là trung tướng, đã đóng một vai trò quan trọng trong chiến thắng. Chính ông chỉ huy trong chiến dịch năm 1641 và chiếmConi, Ceva và Mondovì.
Năm 1642, ông là chỉ huy thứ hai của quân đội Pháp đã chinh phục Roussillon. Lúc này Richelieu đã phát hiện ra âm mưu của Cinq Mars, trong đó anh trai của Turenne, Công tước Bouillon, đã bị liên lụy.
Mối quan hệ của công quốc của Sedan với vương triều Pháp ảnh hưởng rõ rệt đến sự nghiệp trước đó của Turenne; đôi khi sự mưu mô của gia đình công tước chống lại Richelieu hoặc Mazarin đã ngăn cản họ không tin tưởng hoàn toàn vào ông. Hơn nữa, sự tuân thủ đều đặn của ông đối với tôn giáo Tin lành đã cung cấp thêm một yếu tố khó khăn trong quan hệ của Turenne với các bộ trưởng. Tuy nhiên, Hồng y Richelieu đã giao cho ông chỉ huy ở Ý vào năm 1643 dưới thời hoàng tử Thomas, người đã thay đổi phe  và không được Richelieu tin tưởng. Thomas, trong khi về lý thuyết tự mình chỉ huy, đã nhanh chóng đưa Turenne chỉ huy chiến dịch. Sử dụng mưu mẹo để đánh lừa người Tây Ban Nha làm suy yếu Trino, Turenne đã chiếm thị trấn trong một vài tuần. Ông đạt cấp bậc Thống chế Pháp (16 tháng 5 năm 1643).
Turenne bị triệu hồi do những mưu đồ của Hồng y Mazarin, người đang phá hoại sự nghiệp của Turenne. Điều này có nghĩa là ông đã có mặt trong trường hợp cần một người chỉ huy giỏi. Sau khi người Pháp chịu thất bại tàn khốc tại Tuttlingen, Turenne bị ném trở lại hành động. Các chiến dịch sau của ông sẽ thúc đẩy sự nghiệp của mình rất nhiều.
Trong khi đưa quân đội trở lại tình trạng chiến đấu, Turenne đã mua ngựa cho 5.000 kỵ binh và quần áo cho 4.000 lính bộ binh bằng tiền của mình. Việc tái tổ chức kết thúc, Turenne bắt đầu chiến dịch vào tháng 6 năm 1644, băng qua sông Rhine tại Breisach. Ông đã đánh bại Gaspard von Mercy giết chết 2.400 quân của Đế chế. Sau đó, ông nhanh chóng được tham gia bởi một lực lượng dưới quyền Công tước Enghien, sau này được gọi là Grand Condé. Công tước, với tư cách là hoàng tử của hoàng gia, nắm quyền chỉ huy của quân đội thống nhất "Pháp" và "Weimar". Trận chiến Freiburg tuyệt vọng chống lại người Bavaria của Franz von Mercy (3, 5 và 9 tháng 8 năm 1644) đã chứng minh sự kiện chính của chiến dịch đầu tiên. Trong trận chiến này, Turenne nổi bật với một cuộc tấn công được thực hiện tốt vào sườn quân địch. Quân Pháp tiếp tục bằng cách bao vây thành công Philippsburg. Trước khi bắt đầu, Enghien rút lui và để lại Turenne chỉ huy. Với Condé và hầu hết quân đội đã đi Franz von Mercy chiếm Mannheim và cố gắng khiến Turenne từ bỏ Cuộc bao vây Philippsburg bằng cách giả vờ trồng trọt trên sông nhưng không có kết quả. Cùng lúc đó, Công tước Lorraine chuyển đến bao vây Bacharach gần đó. Turenne tới 500 người và xây dựng một trại lớn gần Bacharach, tin rằng Turenne có một lực lượng lớn Lorraine đã rút lui. Turenne tiếp tục bằng cách chiếm pháo đài quan trọng của Kreuznach và chặn tuyến đường giữa hai đội quân.
Turenne bắt đầu chiến dịch năm 1645 với một cuộc hành quân thành công, nhưng Mercy đã lừa ông nghĩ rằng người Bavaria bị phân tán và ở rất xa  và ông đã bị bất ngờ và bị đánh bại tại Mergentheim. Trong khi Turenne đã nhanh chóng ra lệnh cho lực lượng của mình hợp nhất một trong những thuộc hạ của mình, tướng Rosen, không được thông báo về tình hình, đã bất chấp mệnh lệnh, dẫn đến thất bại trong khi lực lượng chính của Turenne đang chiến thắng. Quân đội của Turenne đã mất tất cả pháo binh và hành lý và năm phần sáu bộ binh. Turenne rút lui về Hesse, gia nhập Pháp, trong khi một lực lượng và quân tiếp viện của Thụy Điển dưới quyền Condé, người lại chỉ huy một lần nữa. Người Thụy Điển sớm rời đi, nhưng Enghien vẫn chỉ huy 17.000 người. Quân Pháp hành quân vào Bavaria với sự chống đối nhỏ cho đến khi họ bắt kịp đội quân rút lui của Mercy. Mercy gây thương vong cho người Pháp trong một trận đấu pháo và vượt qua họ trong cuộc tuần hành trên Allerheim, dành thời gian để củng cố vị trí của ông ta. Turenne khuyên không nên chiến đấu nhưng  đã bị Condé từ chối. Kế hoạch tấn công của Turenne đã được chấp nhận bởi Condé. Trận chiến sau đó là một chiến thắng của Pháp và Mercy đã bị giết nhưng người Pháp đã phải tổn thất rất nhiều. Sức khỏe kém đã buộc Enghien phải nghỉ ngay sau đó, để lại Turenne lần thứ ba chỉ huy quân đội Pháp. Ông đã gặp các lực lượng đế quốc cao cấp  và buộc phải rút lui. Tại Philippsburg Turenne băng qua sông Rhine bằng cây cầu làm bằng thuyền.
Một tháng sau cuộc rút lui, Turenne đã có thể băng qua sông Rhine và tiến 120 dặm đến Trier mà ông chiếm lại từ Tuyển hầu sau hơn một thập kỷ chiếm đóng của đế quốc La Mã Thần thánh. Sau khi nắm quyền kiểm soát Moselle cho Pháp bằng động thái này, ông đã đặt ra mục tiêu cải thiện khả năng phòng thủ của dòng sông đó. Giờ đây, Turenne trở về Pháp, nơi anh được phong làm Công tước xứ Château-Thierry, người cũng đã được hứa với anh trai mình, bởi Mazarin, người đang cố lái một cái nêm giữa Turenne và anh trai nổi loạn của anh, nhưng Turenne đã nhìn thấy những gì hồng y đang làm và chỉ chấp nhận nếu giao dịch với anh trai của mình được hoàn thành. Năm 1646 Turenne thu được nhiều thành công quân sự hơn. Ông quyết định hợp nhất lực lượng của mình với những người Thụy Điển dưới quyền Wrangel. Tuy nhiên, Mazarin đã thỏa thuận với Công tước xứ Bavaria để không hợp nhất các lực lượng của Pháp và Thụy Điển và không vượt qua sông Rhine. Đổi lại, người Bavaria sẽ không gia nhập quân đội Đế chế La Mã thần Thánh. Ông ta ra lệnh cho Turenne bao vây Luxembourg nhưng Turenne nghi ngờ chính xác Công tước xứ Bavaria chơi xấu và chần chừ. Chẳng mấy chốc, quân đội Bavaria đã liên kết với quân đội Đế chế La Mã thần Thánh, những người đã phái lực lượng chặn đường ở giữa Turenne và Wrangel. Turenne đã vượt qua một cuộc phong tỏa của quân đội Đế chế La Mã thần Thánh và liên kết thành công với Wrangel. Quân đội kết hợp hành quân xuống sông Danube và tiến đến tận Munich và Bregenz, cướp bóc qua Bavaria. Điều này đã thuyết phục được Tuyển hầu xứ Bavaria làm hòa. Với những thao tác này, Napoleon nhận xét Turenne đã thể hiện sự táo bạo, khôn ngoan và thiên tài vĩ đại; chúng có khả năng sinh sản cao, và nên được nghiên cứu bởi tất cả mọi quân đội.
Năm 1647, ông đề nghị tấn công quân đội suy yếu của Đế chế, nhưng thay vào đó ông được lệnh vào Flanders. Do đó, Pháp không chỉ mất một cơ hội, mà một cuộc binh biến nghiêm trọng đã nổ ra giữa quân đội Weimar, người đã không nhận được tiền lương của họ trong sáu tháng. Rosen, người gần đây đã được đề bạt lên chức vụ cao trong sự khăng khăng của Turenne, đã thuyết phục kỵ binh Weimar nổi dậy, giả vờ bị họ giam giữ. Turenne đã rời khỏi Flanders với lực lượng chính của mình nhưng lại quay trở lại với một đội quân nhỏ, gây ngạc nhiên cho những kẻ binh biến. Thay vì tiêu diệt chúng bằng một cuộc tấn công bất ngờ, anh ta đã hành quân cùng họ như thể anh ta vẫn còn chỉ huy và bí mật bắt Rosen bắt giữ sau đó cuộc binh biến đã chết. Sau đó, ông hành quân vào Luxembourg nhưng sớm nhận được lệnh chuyển sang sông Rhine. Như Turenne dự đoán Bavaria một lần nữa gia nhập triều đình Đế chế vào năm 1647. Ông buộc Đế  chế vào cuộc bao  vây Worms và chính thức tuyên chiến với Bavaria. Sau khi tham gia với người Thụy Điển, một lần nữa được lãnh đạo bởi Wrangel, họ đã cùng nhau chống lại Đế chế. Các trinh sát đã phát hiện ra binh lính Đế chế, trong đêm hôm sau, Turenne đã bí mật di chuyển quân đội của mình đến gần họ. Ngày hôm sau, 17 tháng 5, quân đội đế chế đã diễu hành mà không biết về sự nguy hiểm dẫn đến việc hậu phương của họ bị bắt bị cô lập và đánh bại trong trận chiến tàn khốc tại Zusmarshausen. Quân lính sau đó đã cướp phá Bavaria bằng lửa và kiếm cho đến khi có được sự bình định an toàn hơn  Sự tàn phá này, mà nhiều nhà văn hiện đại đã đổ lỗi cho Turenne, dường như không phải là một biện pháp khắc nghiệt hơn tinh thần của thời đại và hoàn cảnh của trường hợp được phép  Turenne lên kế hoạch di chuyển vào Áo và chiếm Vienna, một đội quân Pháp-Thụy Điển đã chiếm được Prague, nhưng vì Hòa bình Westfalen đã được ký kết nên chiến dịch này không bao giờ thành hiện thực.

## Fronde và  giai đoạn đầu triều đại của Louis XIV
Nền Hòa bình Westfalen (1648) đã mang lại một chút hòa bình cho Pháp, đã sớm mở ra cuộc nội chiến Fronde (1648 - 1653). Trong cuộc  nội chiến đầu tiên, ông đã từ chối tham gia một trong hai bên. Mazarin đã loại bỏ ông với tư cách là chỉ huy của quân đội Weimar  khiến Turenne phải chạy trốn tới Hà Lan, nơi ông ở lại cho đến khi hiệp ước của Rueil (tháng 3 năm 1649) chấm dứt cuộc chiến đầu tiên Fronde. Louis, Grand Condé đã khiến nhiều kẻ thù tại Triều đình, đặc biệt là Mazarin, cuối cùng dẫn đến xung đột. Trong khi Condé dự kiến sẽ được khen thưởng rất nhiều cho nghĩa vụ quân sự của mình, điều đã biến Fronde trở thành ưu ái của Mazarin, Mazarin không đánh giá cao về thành tựu của Condé. Gần đây, Condé đã kế thừa danh hiệu hoàng tử của Condé, giành được danh tiếng và ảnh hưởng lớn thông qua các hành động quân sự của mình, trở thành hoàng tử máu và đã xây dựng mối liên kết mạnh mẽ giữa các thành viên của Fronde đầu tiên. Bây giờ, ông và Mazarin đang bận rộn âm mưu hủy diệt lẫn nhau. Cuộc chiến thứ hai nổ ra khi Condé và một số đồng minh bị bắt. Turenne, suýt bị bắt cùng họ, đã trốn thoát trong thời gian, và với nữ công tước de Longueville tổ chức Stenay cho nguyên nhân của "Các ông Hoàng" -Condé, anh trai của ông Conti, và anh rể của ông Đức de Longueville. Tình yêu dành cho nữ công tước dường như đã cai trị hành động của Turenne, cả trong cuộc chiến đầu tiên, và, bây giờ, trong việc tìm kiếm viện trợ của Tây Ban Nha cho các Hoàng tử. Trong cuộc chiến này, Turenne đã duy trì một trong số ít những lần đảo ngược của mình tại Rethel (15 tháng 12 năm 1650); nhưng cuộc xung đột thứ hai đã kết thúc vào những tháng đầu năm sau với sự sụp đổ của phái Triều đình và sự giải thoát của các Hoàng tử.
Turenne giảng hòa và trở lại Paris vào tháng 5 năm 1651, nhưng rắc rối đã sớm nảy sinh và không lâu sau đó, Condé lại nổi dậy ở miền nam nước Pháp. Trong đó, cuộc chiến thứ ba của Fronde, Turenne và Condé đứng đối lập với nhau, nguyên soái chỉ huy quân đội hoàng gia chống lại ông Hoàng của Frondeurs và các đồng minh Tây Ban Nha của họ. Turenne thể hiện bản lĩnh cá nhân của một người lính dũng cảm tại Jargeau (28 tháng 3 năm 1652), kỹ năng và sự cảnh giác của một vị tướng kỳ cựu tại Gien (7 tháng 4), và thực tế đã nghiền nát cuộc nội chiến trong Trận Faubourg St Antoine (2 tháng 7) và trong sự tái chiếm của Paris (21 tháng 10).

## Chống Tây Ban Nha
Tuy nhiên, Turenne vẫn cần phải giải quyết với Condé, người đang chiến đấu bên cạnh người Tây Ban Nha,, và các chiến dịch kéo dài của "Fronde của Tây Ban Nha " đã đưa ra phạm vi rộng lớn cho sự thể hiện tài cầm quân của cả hai chỉ huy nổi tiếng. Vào tháng 6 năm 1653, Turenne và La Ferté đã tiến quân chống lại họ. Họ có 7.000 bộ binh và 5.000 kỵ binh hoặc 6.000 bộ binh và 10.000 kỵ binh dưới quyền chỉ huy của họ theo các nguồn khác nhau. Condé có 30.000. Nghe rằng quân đội Tây Ban Nha đã cắm trại trong hai vị trí 120 dặm ngoài, ông nhanh chóng tiến trên và chiếm Rethel, một vị trí nằm giữa chúng. Bây giờ là một lực lượng Tây Ban Nha, không do Condé chỉ huy, gồm 16.000 bộ binh và 11.000 kỵ binh đã đến khu vực này. Turenne quyết định che giấu lực lượng này để ngăn không cho Condé  chiếm lấy Paris  và hạn chế quyền tự do hành động của họ cho đến mùa đông. Người Tây Ban Nha dự định chỉ lấy một vài pháo đài nên Turenne thành công. Đã có lúc Condé ở vào vị trí để đánh bại Turenne nhưng chỉ huy Tây Ban Nha đã không cho phép Condé tấn công. Cuối cùng, người Tây Ban Nha đã xoay xở để thoát Turenne và chiếm được Rocroi  nhưng đồng thời Turenne cũng đã chiếm được Mouzon. Ông cũng đã giành được St Menehould trong chiến dịch. Turenne bắt đầu chiến dịch năm 1654 bằng cách di chuyển trên Stenay, một trong những trung tâm của Fronde và tài sản cá nhân của Condé. Turenne đã nhận được sự củng cố cho chiến dịch và chuẩn bị mạnh mẽ để bảo vệ chống lại một nỗ lực cứu trợ. Thay vào đó, Condé và Đại công tước Leopold Wilhelm đã vượt qua anh ta bằng cách bao vây pháo đài quan trọng của Arras. Trong khu Condé và Đại công tước có 25.000 quân mà Turenne chỉ có 14.000-15.000 quân có thể gọi trong khu vực, ông quyết định đợi cho đến khi Stenay thất thủ trước khi chống lại họ. Mặc dù Turenne không chỉ huy duy nhất, một số loại quyền lực do Yorck, La Ferté, Broglie và Hocquincourt nắm giữ, ông đã vượt qua sự kháng cự với ý định của mình để tấn công quân đội Tây Ban Nha nhiều hơn một chút. Turenne đã chuẩn bị không mệt mỏi cho cuộc tấn công: trinh sát các vị trí của kẻ thù, anh ta biết rằng người Tây Ban Nha sẽ mất quá nhiều thời gian để quyết định có tấn công anh ta hay không, gửi giáo sĩ cho quân lính và giải thích cho các sĩ quan của ông công nghệ mà họ sẽ sử dụng để tấn công các tuyến phòng thủ công phu của Tây Ban Nha. Ngay sau khi trời tối vào ngày 24 tháng 8, người Pháp bắt đầu cuộc tấn công của họ. Người Tây Ban Nha  mất 3.000 người và 63 canon trong khi người Pháp chỉ mất 400 người.

## Hôn nhân
Về cái chết của Đức Hồng y Mazarin năm 1661, Louis XIV đã nắm quyền cai trị và một trong những hành động đầu tiên của ông bổ nhiệm Turenne là  Đại thống chế Pháp (Maréchal général des camps et armées du roi). Nhà vua đã đề nghị hồi sinh văn phòng của Constable of France (bị bỏ vào năm 1627) để ủng hộ Turenne nếu ông sẽ trở thành một người Công giáo La Mã. Turenne từ chối. Sinh ra từ cha mẹ Calvinist và giáo dục Tin lành, ông đã từ chối kết hôn với một trong những cháu gái của Richelieu vào năm 1639 và sau đó từ chối một đề nghị tương tự từ Mazarin.
Turenne kết hôn năm 1652 Charlotte de Caumont, con gái của Thống chế Tin lành de la Force, người mà ông vẫn gắn bó sâu sắc. Nhưng ông chân thành chống lại sự phân chia Kitô giáo thành hai phe thù địch.

## Chiến tranh Hà Lan
Trong Chiến tranh Hà Lan năm 1672, Turenne của Louis XIV đã đi cùng với quân đội do nhà vua chỉ huy tràn qua các Tỉnh bang Hà Lan cho đến cổng Amsterdam. Các điều khoản được Louis đưa ra cho Hoàng tử Wilheim  d'Orange chỉ làm dấy lên một sự kháng cự dữ dộii hơn.
Người Hà Lan đã mở đê và tràn ngập vùng nông thôn quanh Amsterdam. Biện pháp này đã chặn đứng hoàn toàn Turenne, người mà nhà vua đã để lại chỉ huy. Tin tức về sự kiện này đã thúc đẩy châu Âu hành động, và cuộc xung đột lan sang Đức. Turenne đã chiến đấu trong một cuộc chiến cơ động thành công ở giữa sông Rhine trong khi Condé bảo vệ Alsace.
Vào tháng 1 năm 1673, Turenne  tấn công, xâm nhập sâu vào Đức và buộc Đại Tuyển hầu Brandenburg phải làm hòa; Tuy nhiên, vào cuối năm nay, vị tướng nổi tiếng Montecuccoli hoàn toàn vượt qua Turenne: Montecuccoli trốn tránh đối thủ của mình, gia nhập Hà Lan và chiếm vị trí quan trọng ở Bon.
Vào tháng 6 năm 1674, Turenne đã chiến thắng trận Sinzheim, khiến ông trở thành chủ nhân của Tuyển hầu Palatinate. Theo lệnh của Paris, quân Pháp đã cướp đất nước ngày càng xa, và sự tàn phá này với sự cướp phá Türckheim thường được coi là vết nhơ nặng cho sự nổi tiếng của Turenne. Vào mùa thu, các đồng minh chống Pháp lại tiến lên, và mặc dù họ một lần nữa vượt qua Turenne, hành động của thành phố trung lập Strasbourg đã khiến ông thất bại khi cho phép kẻ thù băng qua sông băng qua cây cầu ở nơi đó. Trận chiến Enzheim theo sau; điều này đã chứng tỏ một chiến thắng chiến thuật, nhưng hầu như không ảnh hưởng đến tình hình, và, vào đầu tháng 12, các đồng minh vẫn ở Alsace. Vị Thống chế già đã thực hiện chiến dịch táo bạo nhất trong sự nghiệp của mình. Một cuộc tiến quân nhanh chóng và bí mật vào giữa mùa đông từ đầu này đến đầu kia của Vosges khiến các đồng minh bất ngờ. Khôn khéo tiếp nối những thành công đầu tiên của mình, Turenne đã đẩy kẻ thù đến Turkheim, và sau đó đã gây ra cho họ một thất bại nặng nề (5 tháng 1 năm 1675). Để trả thù cho sự kháng cự tích cực mà cư dân của thành phố đã thể hiện, Turenne đã để quân đội của mình cướp phá nó và tàn sát dân số còn lại trong hai tuần. Trong một vài tuần, anh đã hoàn toàn hồi phục Alsace.
Trong chiến dịch mùa hè, một lần nữa ông phải đối mặt với Montecuccoli, và đó là màn thể hiện cao nhất về "nước cờ chiến lược" của cả hai chỉ huy, Turenne cuối cùng đã buộc đối thủ của mình phải có trận chiến bất lợi tại Salzbach. Ở đó, vào ngày 27 tháng 7 năm 1675, một trong những phát súng đầu tiên đã bắn chết ông. Tin tức về cái chết của ông tạo ra nỗi buồn rộng khắp. 

## Di sản
Chính Montecucculi đã thốt lên, " II est mort aujourd'hui un homme qui faisait honneur à l'homme " (Người đã chết hôm nay đã tôn vinh con người). Thi thể của ông, được đưa đến St Denis, được chôn cất cùng với các vị vua của Pháp. Ngay cả những nhà cách mạng cực đoan năm 1793 cũng tôn trọng nó, và, trong khi họ đã cải táng thân xác của các vị vua trong một ngôi mộ tập thể, họ đã bảo quản hài cốt của Turenne tại Jardin des Plantes cho đến ngày 22 tháng 9 năm 1800, khi Napoléon đưa đến nhà thờ Invalides tại Paris, nơi các danh nhân Pháp vẫn yên nghỉ.
Napoleon đề nghị tất cả các binh sĩ "đọc và đọc lại" các chiến dịch của Turenne với tư cách là một trong những thuyền trưởng vĩ đại. Sự nổi tiếng của ông như một vị tướng cạnh tranh với bất kỳ ai khác ở châu Âu vào thời kỳ mà dân chúng nghiên cứu chiến tranh nghiêm trọng hơn bao giờ hết, vì nhân vật quân sự của ông là điển hình cho nghệ thuật chiến tranh của thời đại ông (Hoàng tử de Ligne). Sự thận trọng chiến lược và độ chính xác hậu cần, kết hợp với dấu gạch ngang tuyệt vời trong các chiến lược nhỏ và sự kiên định trong mọi tình huống. Thành công hay thất bại. Có lẽ nổi lên như những điểm nổi bật của thiên tài chiến tranh của Turenne. Những trận đánh lớn ông tránh. "Vài cuộc bao vây và nhiều trận chiến" anh dùng làm châm ngôn của riêng mình. Và, không giống như đối thủ vĩ đại của mình, Condé, người xuất hiện rực rỡ trong trận chiến đầu tiên như trong lần cuối cùng, Turenne đã tiến bộ từng ngày. Napoleon nói về ông rằng, thiên tài của ông ngày càng táo bạo hơn khi nó già đi, và một tác giả sau này, Công tước xứ Aumale (Histoire des Princes de la maison de Condé), đã đưa ra quan điểm tương tự khi ông viết: "Để biết ông, bạn phải theo anh ta đến Salzbach. Trong trường hợp của ông, mỗi ngày báo hiệu một số tiến bộ.